# أوفرلورد (فلم)
أوفرلورد (بالإنجليزية: Overlord) وتعني السيد الأعلى، هو فيلم رعب وحرب أمريكي من إخراج يوليوس أفيري وكتبه بيلي راي ومارك سميث. الفيلم من بطولة جوفان أديبو، وايت راسل، يعقوب أندرسون، دومينيك أبليوهيتي، بيلو أسبيك، إيان دي، جون ماغارو، ماتيلد أوليفييه.الفيلم من إنتاج جاي جاي أبرامز عن طريق شركته باد روبوت برودكشن. الفيلم يتبع العديد من الجنود الأمريكيين المحتجزين خلف خطوط العدو بعد إنزال النورماندي واكتشافهم للتجارب النازية على البشر.
صدر في دور العرض في الولايات المتحدة في 9 تشرين الثاني / نوفمبر 2018، من قبل باراماونت.

## نبذة عن الفيلم
عشية يوم إنزال النورماندي أثناء الحرب العالمية الثانية، يتم القبض علي المظليين الأمريكين خلف خطوط العدو بعد تحطم طائرتهم التي كانت في مهمة لتدمير برج الإذاعة في مدينة صغيرة خارج نورماندي. بعد الوصول إلى هدفهم، أدرك المظليين أنه إلى جانب قتال الجنود النازيين، سيقومون بقتال مخلوقات مرعبة ودموية وعنيفة خلقتها التجارب النازية.

## الطاقم
- جوفان اديبو كالجندي بويس
- ويات رسيل في دور الرقيب فورد
- ماتيلد أوليفييه في دور كلوي
- بيلوآسبيك في دور ودكتور وافنر
- يعقوب أندرسون في دور جرادي
- دومينيك أبل ويت
- ايان دي في دور تشيس
- جون ماغارو في دور تيبت
- جياني تاوفر في دور بول، شقيق كلوي
- مايكل ايب

## الإنتاج
كانت هناك بعض التقارير أن الفيلم هو الجزء الرابع ضمن سلسلة أفلام كلوفرفيلد لكن في أبريل 2018 أعلن آبرامز أن الفيلم منفصل عن السلسلة.

### التصوير
التصوير الرئيسي للفيلم بدأ في أيار / مايو 2017.

## الإصدار
كان مقررا أن يصدر في 26 أكتوبر عام 2018. ولكن في تموز / يوليه 2018، تم تأجيله إلى 9 نوفمبر 2018.
بعد عرض بعض اللقطات في سينيماكون في نيسان / أبريل عام 2018، الإعلان الأول تم إصداره في 18 تموز / يوليو 2018.
عرض الفيلم لأول مرة في مهرجان فانتستيك في 22 سبتمبر 2018.

## الاستقبال النقدي
تقيم الفيلم علي موقع روتن توميتوز، الفيلم حصل علي نتيجة تأييد 93% من 14 تقييم، متوسط التفيم 7.3/10. على ميتاكريتيك، حصل الفيلم علي متوسط درجة 63 من أصل 100، من 4 نقاد، مشيرا إلى «عموما مراجإيجابية».

## روابط خارجية
- مقالات تستعمل روابط فنية بلا صلة مع ويكي بيانات

لا توجد روابط لمواقع التواصل الاجتماعي.